# Forrest Smithson

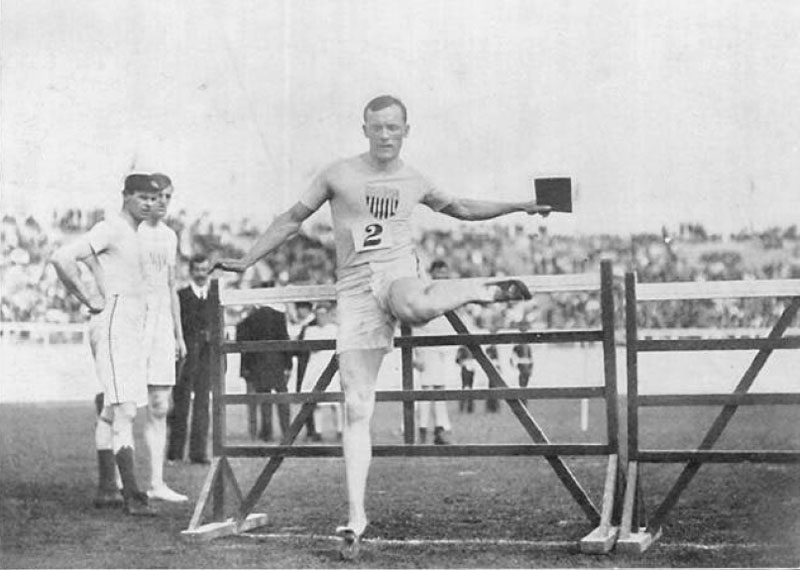
Forrest Smithson führt seinen „Bibel-Sprungstil“ vor

Forrest Custer Smithson (* 26. September 1884 in Portland, Oregon; † 24. November 1962 in Contra Costa County, Kalifornien) war ein US-amerikanischer Leichtathlet.
Smithson war Student der Theologie an der Oregon State University. 1907 und 1908 gewann er die Meistertitel der Amateur Athletic Union im 120-Yards-Hürdenlauf. Beim Finale des 110-Meter-Hürdenlaufs der Olympischen Spiele 1908 in London waren vier Amerikaner am Start. Das Finale wurde auf einer Graspiste ausgetragen und auch die Hürden kann man mit heutigen Modellen nicht vergleichen. Die Füße standen in beide Richtungen über, so dass die Hürden nicht leicht zu kippen waren, andererseits konnte man disqualifiziert werden, wenn man zu viele Hürden umwarf. Smithson gewann das Rennen überlegen in 15,0 Sekunden und unterbot Alvin Kraenzleins Weltrekord um 0,2 Sekunden.
Die weitverbreitete Legende, Smithson habe die Goldmedaille mit einer Bibel in seiner linken Hand gewonnen, um damit gegen die Durchführung des Wettkampfs an einem Sonntag zu protestieren, ist nachweislich falsch. Erstens fanden am Sonntag überhaupt keine Wettkämpfe statt. Zweitens wurde diese Geschichte weder in den Zeitungen noch im offiziellen Bericht erwähnt. Die Legende entstand wohl aufgrund eines Fotos, das im offiziellen Bericht abgebildet ist. Doch dieses wurde erst nach dem Finale aufgenommen und ist eindeutig gestellt. Das einzig Wahre ist, dass Smithson ein streng gläubiger Mann war.